# Kings Langley
Kings Langley är en ort och civil parish i Storbritannien.   Den ligger i grevskapet Hertfordshire och riksdelen England, i den södra delen av landet, 30 km nordväst om huvudstaden London. Kings Langley ligger 93 meter över havet och antalet invånare är 7 230.
Terrängen runt Kings Langley är platt. Runt Kings Langley är det mycket tätbefolkat, med 1 573 invånare per kvadratkilometer. Närmaste större samhälle är Hemel Hempstead, 4,4 km norr om Kings Langley. Trakten runt Kings Langley består till största delen av jordbruksmark.